# Wasilij Kikwidze
Wasilij Isidorowicz Kikwidze (gruz. ვასილ კიკვიძე; ros. Васи́лий Иси́дорович Кикви́дзе, ur. 28 lutego?/12 marca 1895 w Kutaisi, zm. 11 stycznia 1919 k. chutoru Zubriłowa, obecnie w obwodzie wołgogradzkim) – gruziński rewolucjonista, uczestnik wojny domowej w Rosji.

## Życiorys
Służył w rosyjskiej armii, walczył na Froncie Południowo-Zachodnim I wojny światowej, kilkakrotnie aresztowany za prowadzenie agitacji rewolucyjnej w wojsku. Po rewolucji lutowej został przewodniczącym komitetu żołnierskiego 6 Dywizji Kawalerii, później wszedł w skład Tymczasowego Rewolucyjnego Komitetu Wojskowego Frontu Południowo-Zachodniego i został zastępcą jego przewodniczącego. Od końca grudnia 1917 do marca 1918 dowodził oddziałem Czerwonej Gwardii, który zajął m.in. Zdołbunów i Sarny oraz brał udział w zajmowaniu Żytomierza, w marcu 1918 dowodził 4 Armią Radzieckiej Ukrainy, która poniosła szereg porażek w walce z wojskami niemieckimi i austriackimi w rejonach Równego, Dubna, Zdołbunowa, Berdyczowa, Kijowa, Połtawy i Charkowa. Na początku kwietnia 1918 dowodził wojskami rejonu lebiedino-achtyrskiego i brał udział w obronie Charkowa przed białymi, w maju 1918 na bazie byłej 4 Armii Radzieckiej Ukrainy utworzył dywizję, która później została nazwana 16 Dywizją Strzelców, od czerwca 1918 do stycznia 1919 ta dywizja pod jego dowództwem z powodzeniem walczyła w składzie 9 Armii przeciw wojskom gen. Piotra Krasnowa. W styczniu 1919 Kikwidze zginął w walce. Został pochowany w Moskwie. W 1959 odsłonięto jego pomniki w Tbilisi i Kutaisi.